# Hemiodontidae
Famille
Hemiodontidae forment une famille de poissons d'eau douce appartenant à l'ordre des Characiformes.

## Liste des genres
Selon FishBase (5 juin 2015) :
- genre Anodus Cuvier, 1829
- genre Argonectes Böhlke & Myers, 1956
- genre Bivibranchia Eigenmann, 1912
- genre Hemiodus Müller, 1842
- genre Micromischodus Roberts, 1971

## Galerie

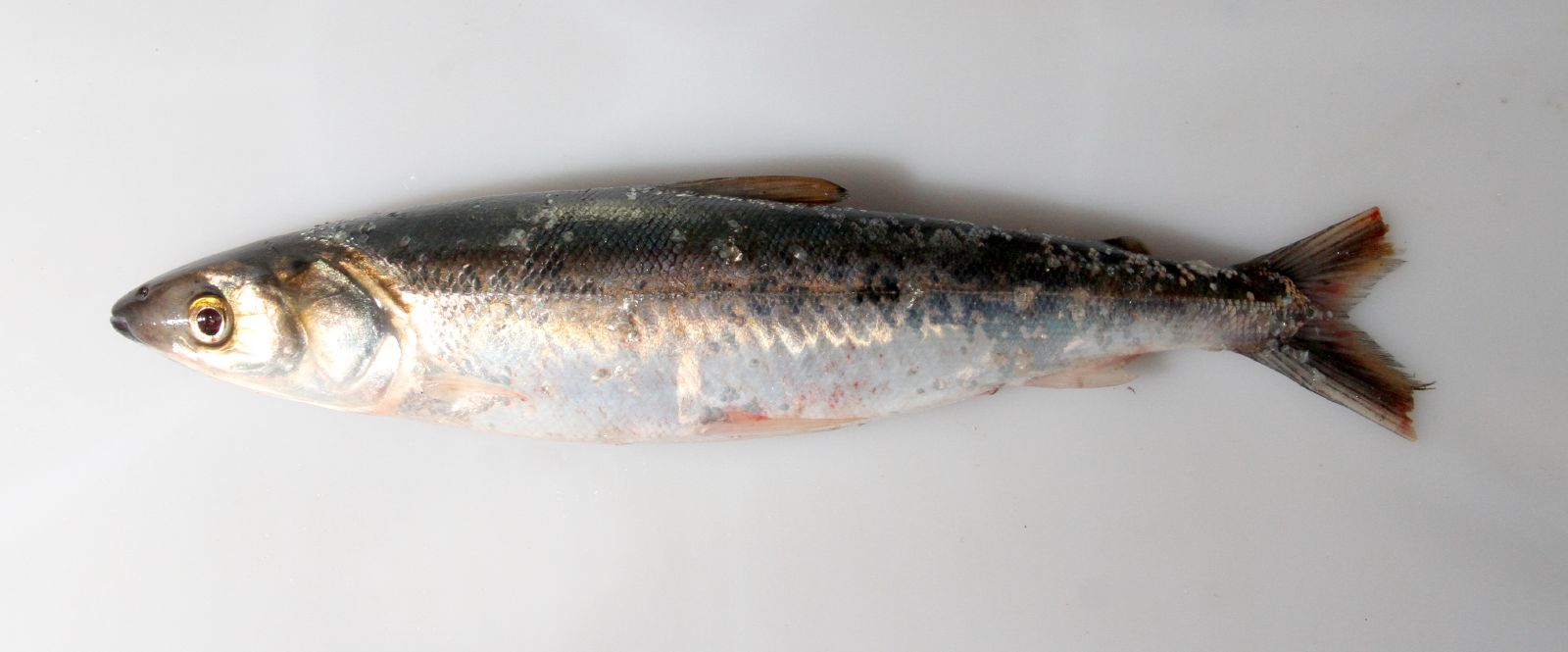
Anodus elongatus
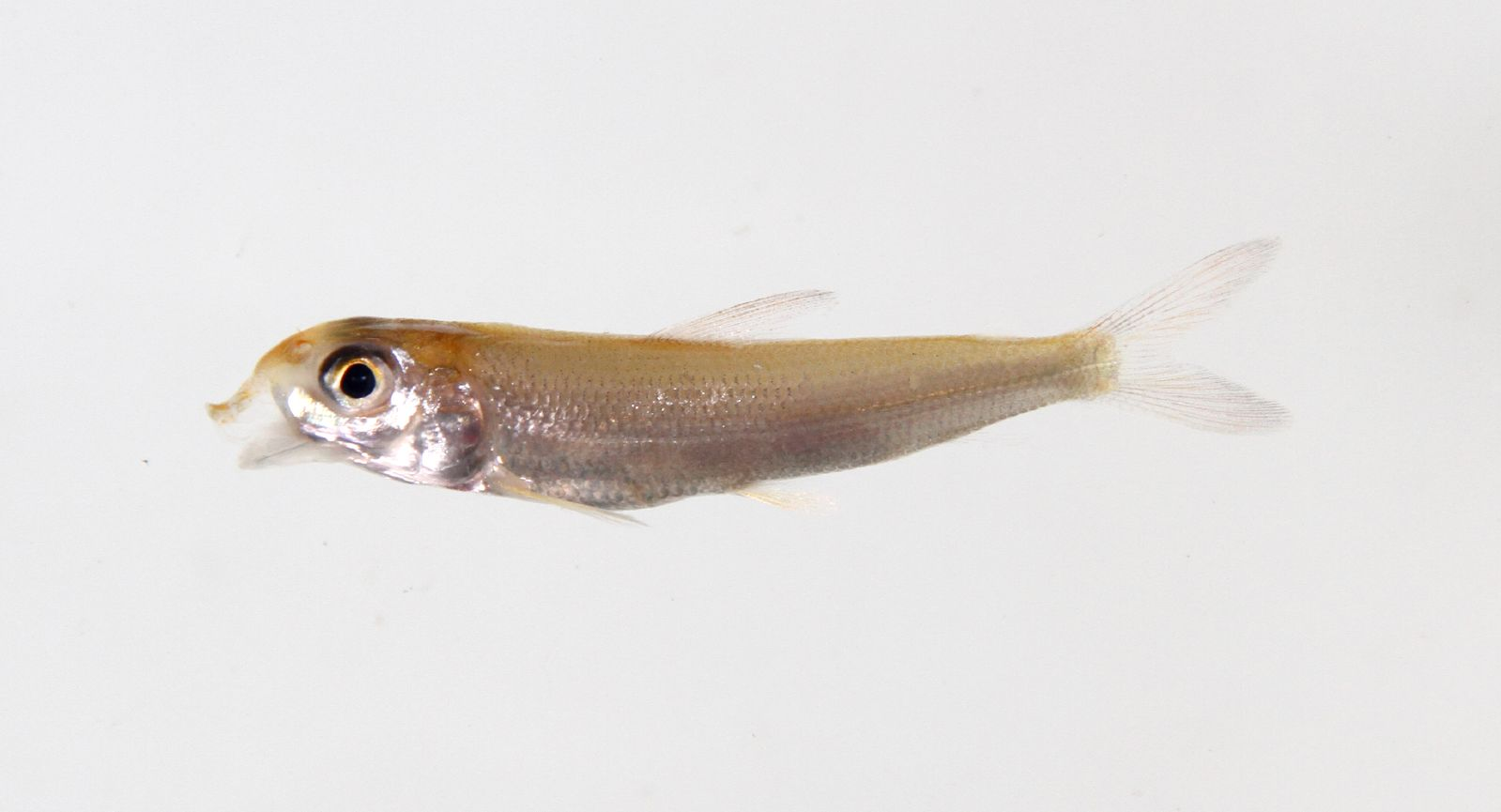
Bivibranchia fowleri
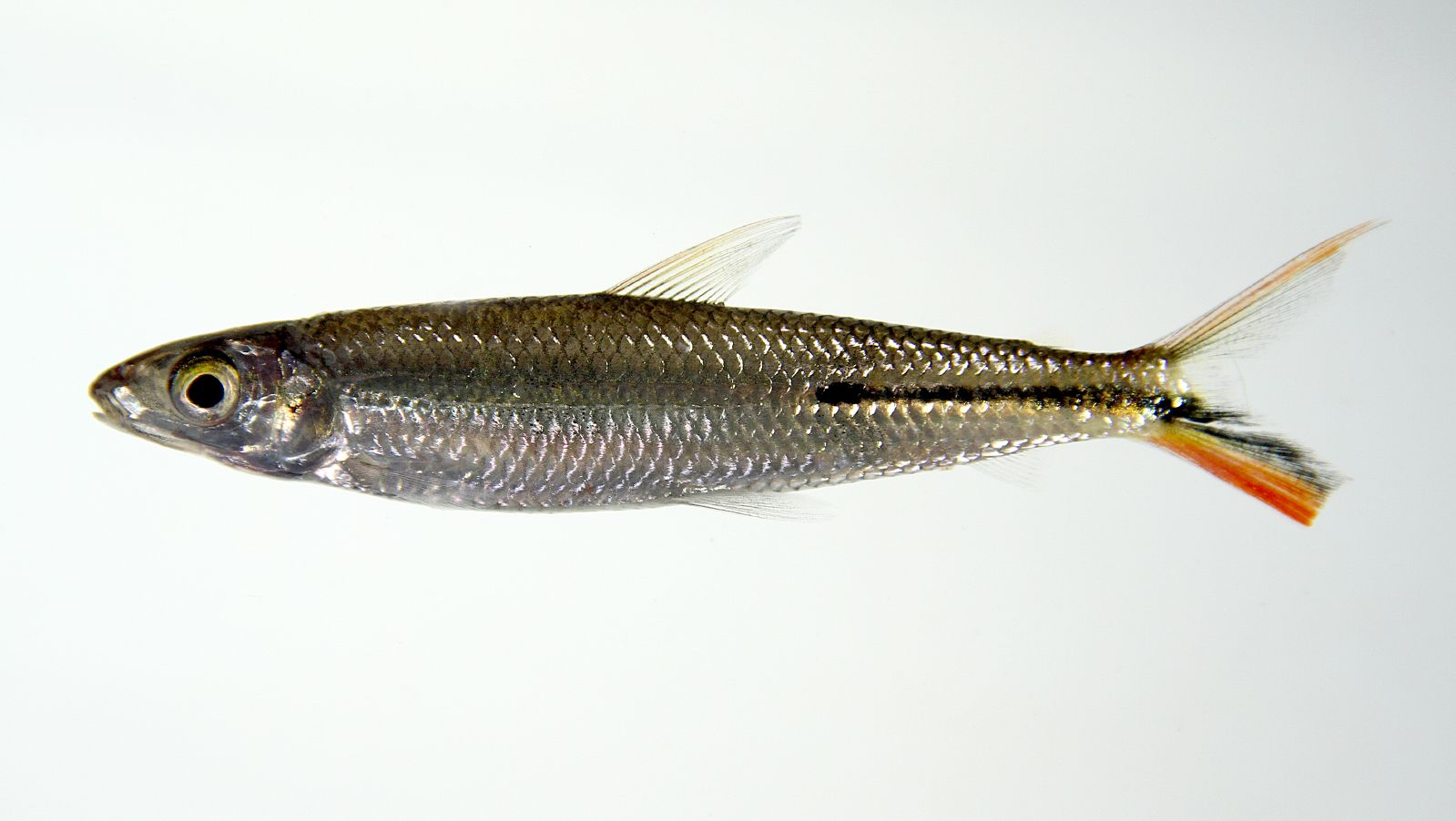
Hemiodus gracilis
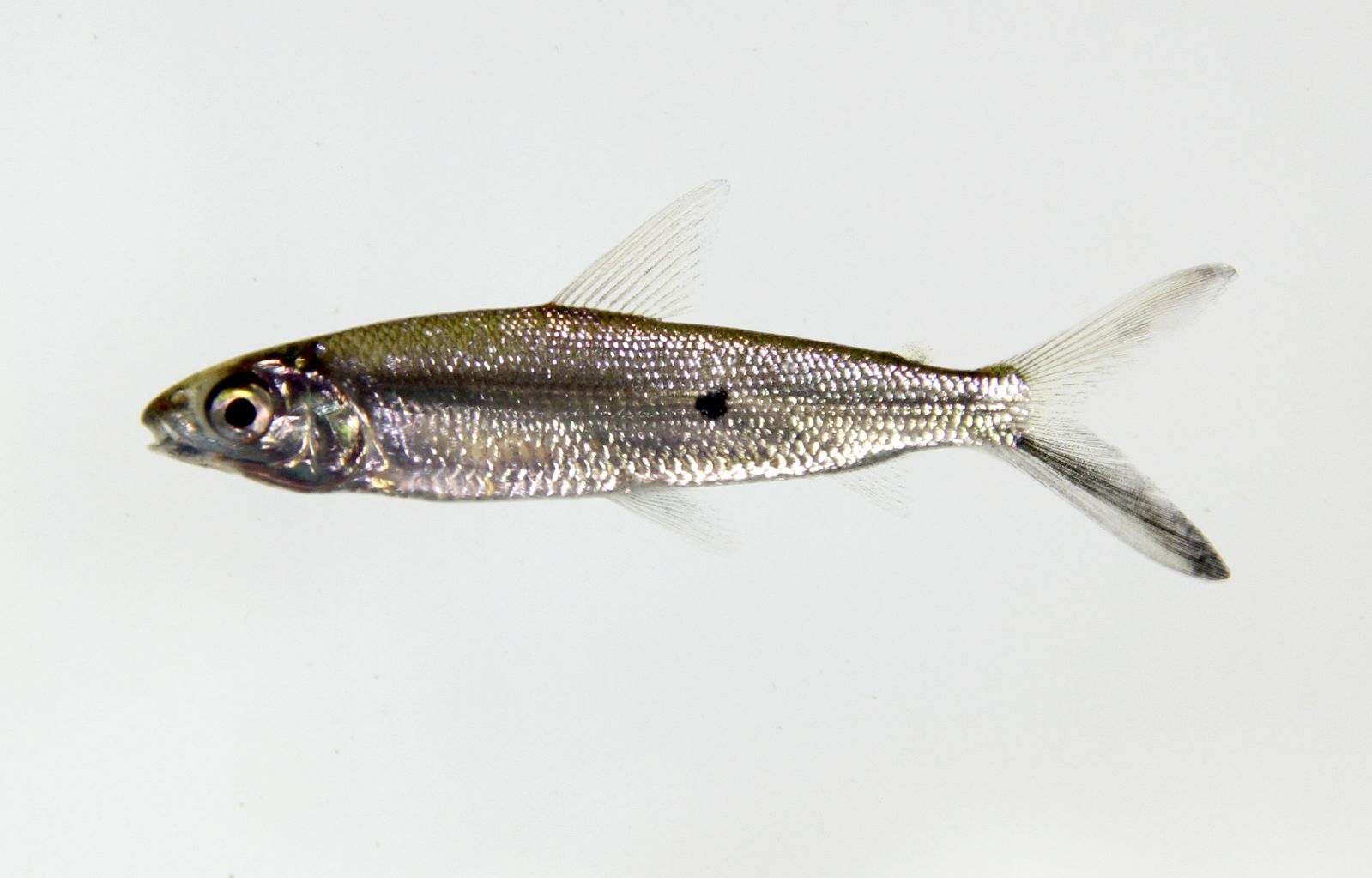
Hemiodus unimaculatus
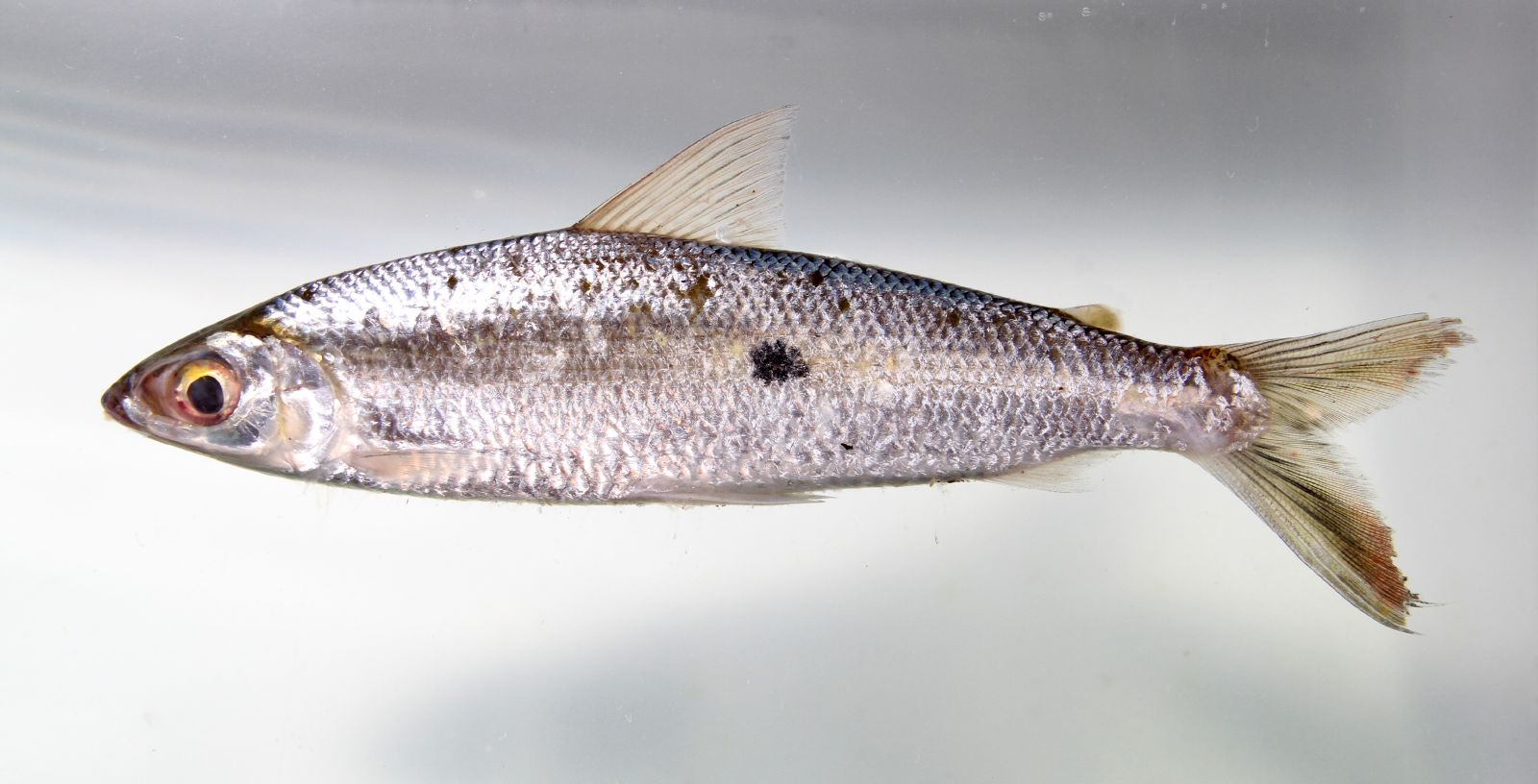
Hemiodus sp
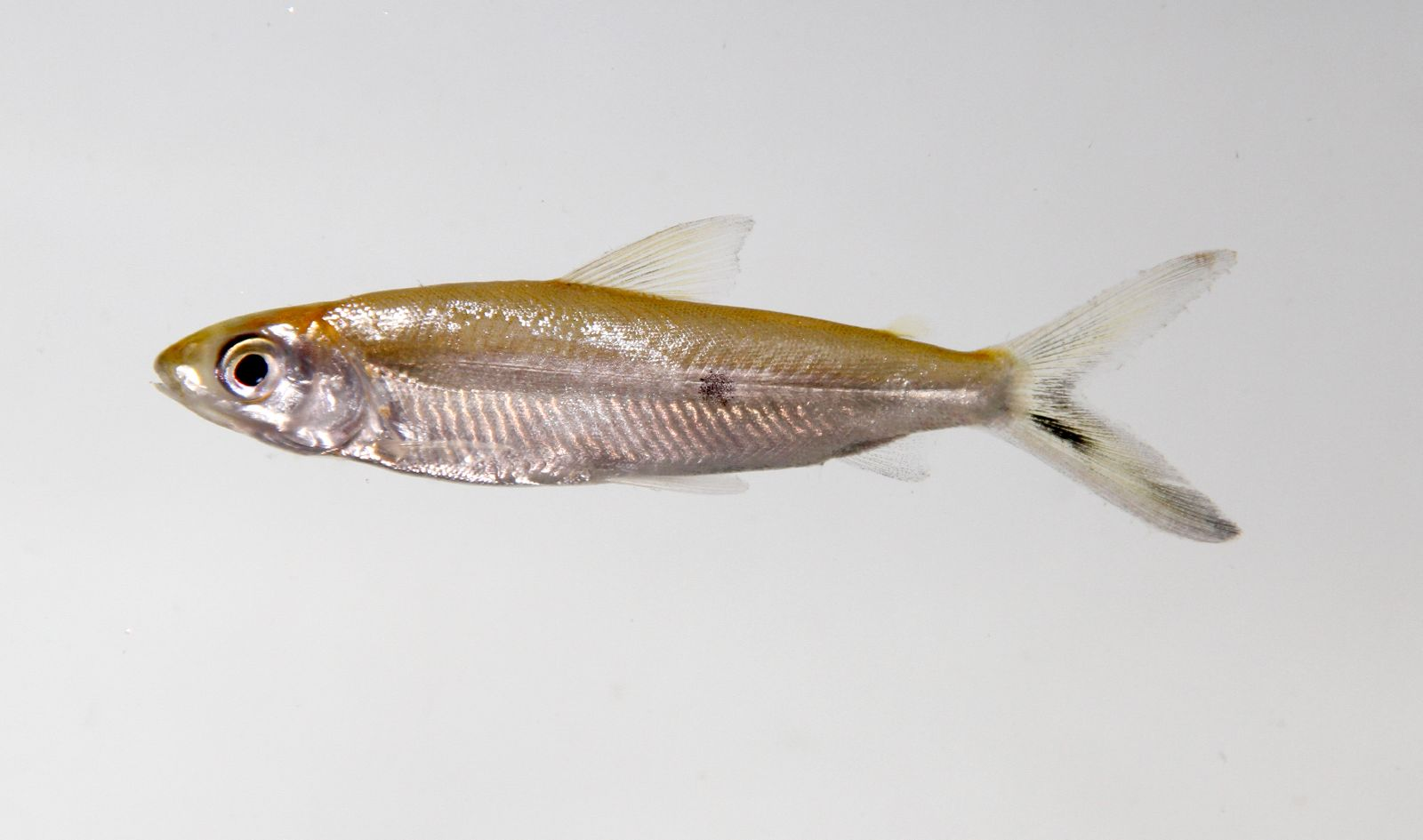
Hemiodus sp